# Alonsoa meridionalis

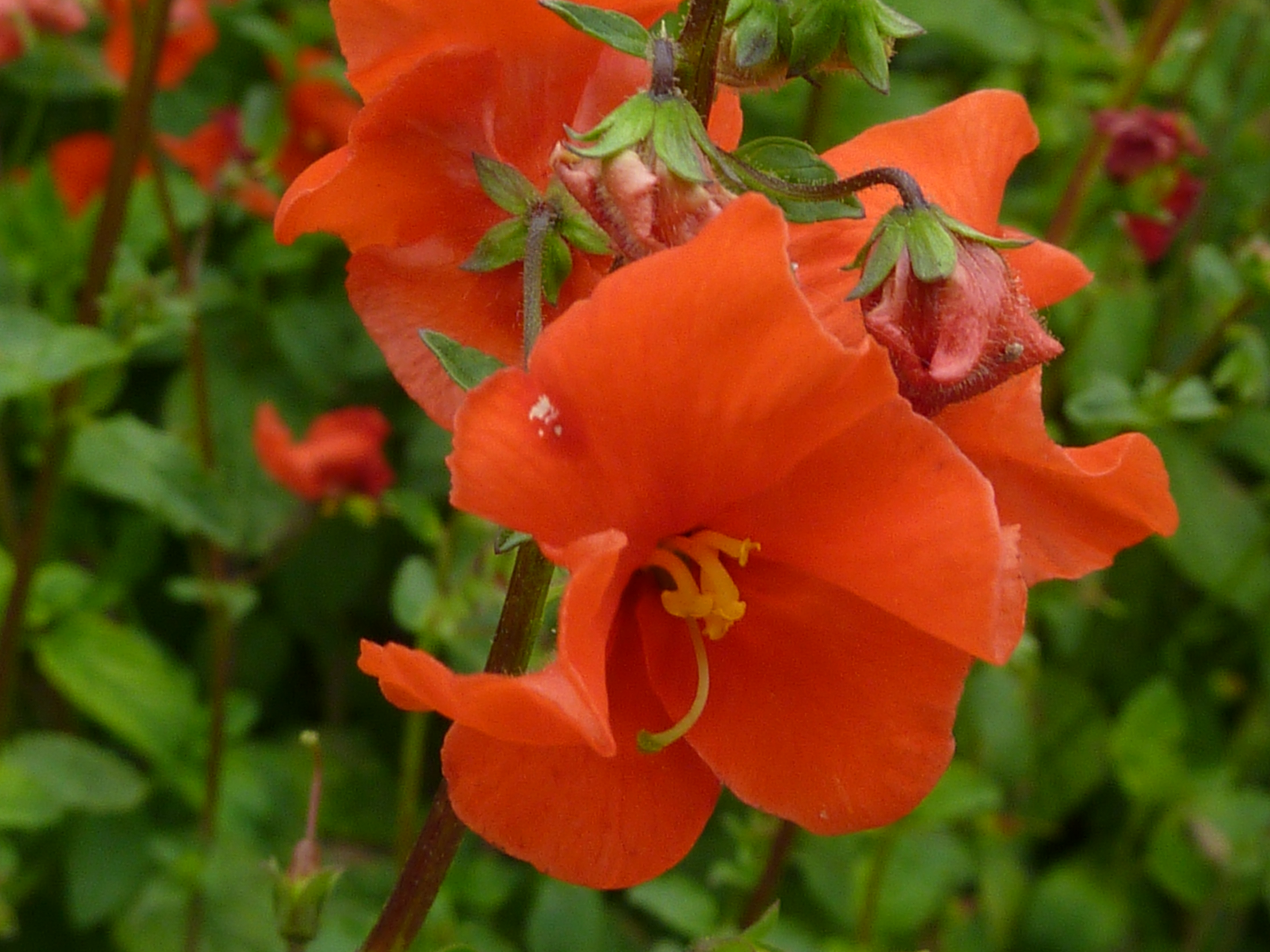
Flors

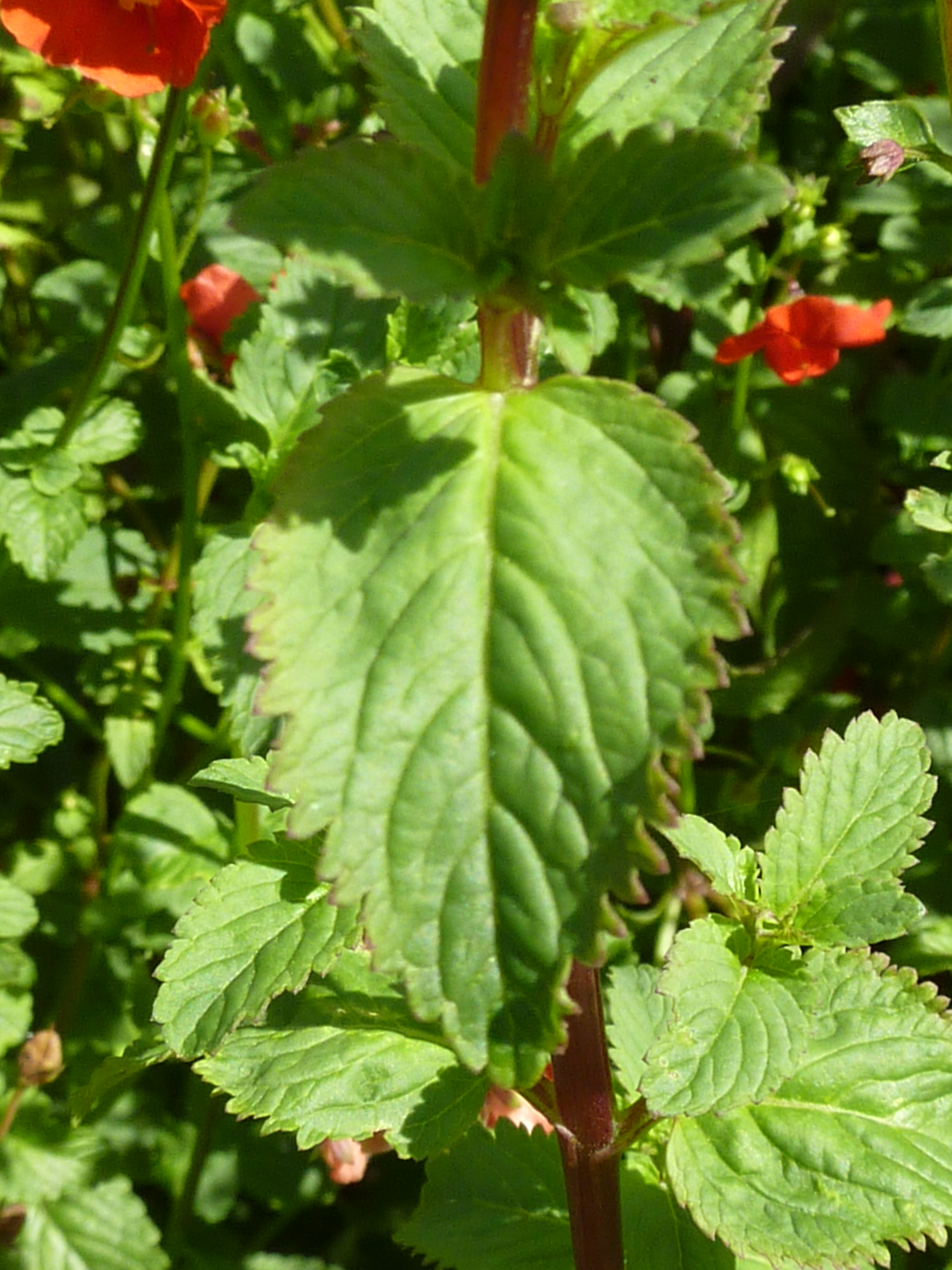
Fulles

Alonsoa meridionalis és una espècie de planta de la família de les Escrofulariàcies, endèmica del Perú. És un matoll perenne que es troba a vessants o planures assolellades. És una espècie que s'usa com a planta ornamental.

## Descripció
És una herba perenne, ramosa i de tiges quadrangulars que arriba a una alçada de fins a 1,5 metres. Les fulles són simples, oposades i peciolades. La mida de la làmina és de 4-8 x 1,5-4cm, de forma oval-lanceolada amb els marges asserrats i amb l'àpex agut.
Les flors són hermafrodites, és a dir, que presenten ambdós sexes, de 1,5cm de diàmetre, agrupades en inflorescències racemoses terminals. El calze està format per 5 sèpals pubescents, la corol·la és de color vermell o taronja i està formada per 5 pètals de marges sinuosos, amb 4 estams i amb l'estil amb l'estigma bífid. El fruit és una càpsula amb forma d'ají, com es coneix al perú als fruits de tipus baia dels pebrotets del chile o chili.